# Petauke (Distrikt)

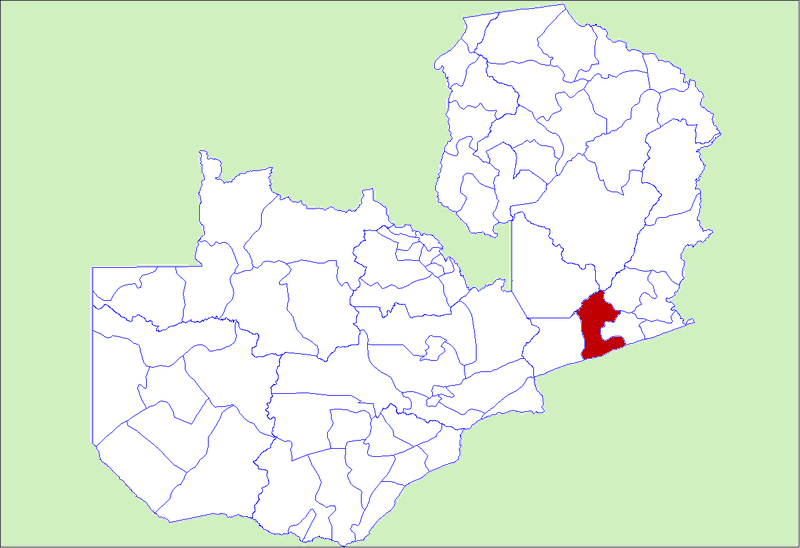
Ehemalige Ausdehnung des Distriktes bis 2012

Petauke ist einer von fünfzehn Distrikten in der Provinz Ostprovinz in Sambia. Er hat eine Fläche von 2696 km² und es leben 259.390 Menschen in ihm (2022). Bei der Gründung des Distriktes Sinda im Jahre 2012 mussten die Distrikte Katete und Petauke einen Teil ihrer Fläche an Sinda abgeben. Von Petauke wurden 2018 der Distrikt Lusangazi abgespaltet. Hauptstadt des Distrikts ist Petauke.

## Geografie
Der Distrikt befindet etwa 320 Kilometer östlich von Lusaka. Er liegt im Süden auf etwa 1000 m und fällt nach Norden auf etwa 900 m ab. Einen Teil der nördlichen Grenze wird von den Luangwa Nebenflüssen Mvuvye und Msanzala, beziehungsweise von den Msanzala Nebenflüssen Singozi und Kalumbi gebildet.
Der Distrikt grenzt im Westen an den Distrikt Nyimba, im Norden an Lusangazi und im Osten an Sinda. Im Süden grenzt er an Zumbo und Marávia in der Provinz Tete in Mosambik.

## Wirtschaft
Petauke ist wie das westlich liegende Nyimba von Landwirtschaft geprägt. Es dominiert offenes Grasland. Der Boden ist fruchtbar. Es werden vor allem Mais, Tabak und Baumwolle (1538 Tonnen (2005)) angebaut, aber auch Bananen, Zuckerrohr, Hirse, Reis, Tomaten, Zwiebeln und Erdnüsse. Das Kreditprogramm der Afrikanischen Entwicklungsbank für Kleinbauern hier wird vor allem für Karren und Wasserpumpen verwendet. Es gibt eine Brauerei (Mafuta-Bier). Der Distrikt ist der wirtschaftlich und demographisch am schnellsten wachsende in Sambia. Im Umland wurden Kupfer-, Gold- und Phosphatvorkommen gefunden. Vor allem die Phosphatvorkommen sollen Grundlage einer Kunstdüngerproduktion werden, wofür chinesische Investoren angefragt wurden.